# 叶夫根尼·谢苗诺维奇·库兹涅佐夫
叶夫根尼·谢苗诺维奇·库兹涅佐夫（羅馬化：Yevgeniy Semyonovich Kuznetsov；1938年12月27日—2005年11月3日）是俄罗斯政治人物，1991年至1995年间担任第1任斯塔夫罗波尔边疆区行政长官。1994年至1996年，他担任联邦委员会议员。
2005年11月3日，他在过马路时被一辆车撞倒，送医后因伤重不治身亡。他被安葬在斯塔夫罗波尔公墓里。